# Panbaltisme
Le panbaltisme est une idéologie qui prône l'union des Baltes dans un seul État.
Il existe deux tendances : l'une demandant l'union des Baltes (au sens ethnique et donc au sens restreint) et une autre celle des habitants des trois pays baltes (sens large).

## Peuples baltes et peuples baltiques
• peuples baltes :
- Lettons (comprend les Curoniens, les Latgaliens et les Sémigaliens)...
- Lituaniens (comprend les Lietuvininsks, les Samogitiens, les Sudoviens...).
- Kurseniekis.

• Finno-ougriens :
- Estoniens et Võros.
- Setos.
- Livoniens.

• Autres peuples autochtones ou présents depuis des siècles :
- Tatars baltiques et Karaites: surtout en Lituanie.
- Polonais.
- Russes.

## Histoire
Les Baltes (au sens large) ont une histoire très semblable

### DuXIXesiècleà 1989
En 1934, les 3 présidents baltes (l'Estonien Konstantin Päts, le Letton Kārlis Ulmanis et le Lituanien Antanas Smetona) signent un accord de défense (l'Entente baltique) en cas d'invasion étrangère.
À la fin des années 1940, une guérilla, soutenue par la CIA, prend le jour sous le nom de Frères de la forêt. Elle est active dans les 3 pays et réclame l'indépendance des 3 États. Elle dure jusqu'en 1959, mais le dernier survivant de la guérilla est tué en 1978 en Estonie. Elle fera plus de 50 000 morts. 
En 1979, 45 intellectuels baltes appellent à la reconnaissance du Pacte germano-soviétique et la liquidation de ses conséquences (évènement connu sous le nom d'Appel Baltique).

### De1989à aujourd'hui
Le 23 août 1989, en période de Glasnost en URSS, 1.5 à 2 millions de Baltes effectuent une chaîne humaine pour demander l'indépendance des 3 pays (50 ans après le Pacte germano-soviétique); c'est ce que l'on appelle la Voie balte.
Depuis 1928 se tient tous les ans (avec quelques exceptions), la Coupe des pays baltes de football qui comprend les équipes nationales des 3 pays.

## Anciennes entités contrôlant les Pays baltes
- La Livonie comprenant l'Estonie, la Lettonie (1201 - 1561). La Samogitie, en Lituanie, appartient à plusieurs reprises à cet État.
- Ostland (Province comprenant les 3 pays baltes actuels (et Biélorussie) -- constituée durant l’occupation nazie de 1941 à 1945).